# Chimarra goroca
Chimarra goroca är en nattsländeart som beskrevs av Sykora 1967. Chimarra goroca ingår i släktet Chimarra och familjen stengömmenattsländor. Inga underarter finns listade i Catalogue of Life.